# الحزب الديمقراطي (تنزانيا)
الحزب الديمقراطي التنزاني هو حزب سياسي في تنزانيا. تم تسجيل الحزب في 7 يونيو 2002. يقود الحزب الديمقراطي القس كريستوفر متكيلا، وهو قس كنيسة الخلاص الكامل. دعا الحزب الديمقراطي إلى الحل محل حكومة الاتحاد في تنزانيا وشن حملة علنية من أجل الانفصال عن البر الرئيسي لجزيرتي زنجبار وبيمبا عن تنجانيقا. يؤيد الحزب الديمقراطي طرد الأقليات من البر الرئيسي.
في انتخابات رئاسة زنجبار ومجلس النواب في 30 أكتوبر 2005 فاز مرشح الحزب الديمقراطي للرئاسة عبد الله علي عبد الله بنسبة 0.11٪ من الأصوات. فشل الحزب في الفوز بأي مقاعد في انتخابات مجلس النواب المتزامنة.
في الانتخابات التي أجريت في 14 ديسمبر 2005 احتل كريستوفر متيكيلا المركز السادس من بين عشرة مرشحين، وفاز بنسبة 0.27٪ من الأصوات. فشل الحزب في الفوز بأية مقاعد في انتخابات الجمعية الوطنية التي أجريت في نفس اليوم.

## حوادث الحزب
في فبراير 1992 تم اعتقال زعيم الحزب الديمقراطي القس متكيلا بتهمة توزيع منشورات تسيء إلى الرئيس مويني والحكومة بسبب تعاملهم مع اضطرابات الطلاب في عام 1990 في جامعة دار السلام. في يناير 1993 تم القبض على القس متيكيلا و4 من أنصار الحزب الديمقراطي بتهمة التحريض على الفتنة والتجمع غير القانوني والتحريض على العنف، بعد رجم سيارات تعود لآسيويين من قبل مؤيدي الحزب الديمقراطي بعد مسيرة حاشدة. اتهم فيه القس متكيلا الحكومة بالسماح للآسيويين بنهب ثروات البلاد. على الرغم من الإفراج عن القس متكيلا وأنصاره بكفالة فقد طُلب منهم تسليم جوازات سفرهم والبقاء في دار السلام رهن الاعتقال «الوقائي». في سبتمبر 1993 تم اعتقال زعيم الحزب الديمقراطي القس متيكيلا لإدلائه بتصريحات متقلبة للرئيس مويني. في أكتوبر 1993 ألقي القبض على القس متيكيلا و3 من أعضاء الحزب الديمقراطي بسبب عقد تجمع غير قانوني.
في أكتوبر 1994 حكم قاضٍ لصالح التماس قدمه القس متكيلا وقرر أن القانون الذي يطالب بترخيص التجمعات السياسية ينتهك حق الشعب في تكوين الجمعيات، وأن المرشحين المستقلين يمكنهم خوض أول انتخابات متعددة الأحزاب، وتلك التي تديرها الدولة، يجب أن يمنح الراديو وقتًا متساويًا لجميع الأطراف القانونية. في فبراير 1995 دحضت الحكومة التورط في خطط لاغتيال القس متكيلا عند عودته من الخارج. في مارس 1995 كان هناك اشتباه في أن وزير العمل والشباب التنزاني السابق قد ارتبط بالمرشح الديمقراطي القس متيكيلا بعد استقالة الوزير على أساس أن المجلس الدستوري المتوسط هو "حزب" المحتالون "الذين لا يمثلون التنزانيين. في مايو 1995 رفضت هيئة من القضاة طلب القس متيكيلا بمنع الزنجباريين من التعيينات الرئاسية.